# کریستین ران
کریستین ران (انگلیسی: Christian Rahn؛ زادهٔ ۱۵ ژوئن ۱۹۷۹) بازیکن فوتبال اهل آلمان است.
از باشگاه‌هایی که در آن بازی کرده‌است می‌توان به باشگاه فوتبال کلن، باشگاه فوتبال گروتر فورث، باشگاه فوتبال هامبورگ، باشگاه فوتبال یان رگنسبورگ، باشگاه فوتبال هانزا روستوک، و باشگاه فوتبال سن پائولی اشاره کرد.
وی همچنین در تیم ملی فوتبال آلمان بازی کرده‌است.